# 湖州織里事件
湖州織里事件發生於2011年10月下旬的浙江省湖州市織里鎮，系因稅費過高而引起的一系列大規模示威與騷亂。

## 背景
通貨膨脹嚴重因此中央收緊銀根致使房地產泡沫逐漸破裂、中小企業經營困難紛紛逃亡，地方政府賴以為生的出售土地難以為繼，所以於稅務上增加了許多雜稅來吸收財務來源。
織里鎮為中國最大的童裝生產基地，此地長期有很多外地人謀生，其中很多為安徽籍，他們以家庭作坊（或称夫妻队）的方式在住房縫紉衣物經營生意。这种家庭小作坊的快速发展也造成当地大型童衣企业劳动力的流失及劳动力成本的上升。
随着家庭小作坊数量剧增，当地税务局决定对这些作坊征税，这便是当地人俗称的“童装税”或“机头税”。据了解，从2009年起，“夫妻队”开始缴纳这种税款。第一年，按每户拥有的缝纫机数量征税，一台缝纫机征税100多元；到2010年，则按工作人数征税，每人征税300余元，不足5人按5人征收；从今年10月开始，每人征税额涨到了626元。同时，有传言说，明年会涨到每人每年1000元。
當地政府这种任意设置、更改征税名目的作法，及越来越沉重的稅收负担引起了当地童装业者的强烈不滿。

## 過程
10月26日，镇政府工作人员要求一家加工廠簽字繳稅可廠主認為稅費過高而拒絕，於是四名镇政府工作人员毆打女廠主該人最後被毆送醫。不久有上千名加工廠人員前往政府抗議，政府出動防暴警察毆打及拘禁工廠人員，引起憤怒近萬名工人（很多為安徽籍）包圍政府雙方爆發激烈衝突，鎮政府玻璃、門窗被毀，且堵住國道。晚上8時多一名當地老闆就在事發附近，由於怕波及自身，於是開著灰色奧迪A5想要逃離現場。但由於聚攏人員太多，其開車不慎在富民路連環撞人，有人指當場死7人傷20多人，民眾情緒失去控制爆發騷亂到處擊毀汽車大量武警及防暴警察奉旨鎮壓爆發激烈衝突。
27日凌晨街上的人比26日晚多，許多轎車遭推翻，警車被掀翻放火燃毀，大批人手持石塊上街砸車無一幸免，若有營業的加工廠就闖入破壞，政府動近千警力鎮壓。有人於微博上指出：全鎮已有500輛車遭燒毀，有警車被推翻，或被縱火燒到只剩下骨架；市面上多處濃煙滾滾，甚至傳出零星的爆炸聲，店舖不敢營業，學校已準備停課，當局調派周圍城市嘉興，甚至紹興、寧波等地的警察前往支援。
27日中午有人在織里鎮政府廣場集會，並出現攔截車輛、打碎車窗等事件，27日晚8點有人遊行前往當地政府大樓，他們高呼口號並推翻路邊汽車。
官方新華社報道“截至27日傍晚該區公安已對5名鬧事者進行刑拘，有23名鬧事者被治安處罰”，肇事司機已被控制。
最終湖州當湖將织里镇每台缝纫机一年需缴纳的“机头税”从626元恢复到343元，多缴的稅收則返还給商戶。